# Heleococcum inapertum
Heleococcum inapertum är en svampart som beskrevs av Udagawa, Uchiy. & Kamiya 1995. Heleococcum inapertum ingår i släktet Heleococcum och familjen Bionectriaceae.   Inga underarter finns listade i Catalogue of Life.